# Gran Premio de Europa de Motociclismo de 1991
El Gran Premio de Europa de Motociclismo de 1991 fue la octava prueba de la temporada 1991 del Campeonato Mundial de Motociclismo. El Gran Premio se disputó el 16 de junio de 1991 en el Circuito del Jarama.
En el proyecto inicial del calendario, la octava prueba era Gran Premio de Yugoslavia, pero las situación política en Yugoslavia forzaron a la Federación Internacional de Motociclismo a cancelarlo y reemplazarlo por este Gran Premio en el circuito español.

## Resultados 500cc
Después de cinco Grandes Premios lejos del podio, el estadounidense Wayne Rainey, que se impuso con clara autoridad sobre Mick Doohan, segundo, y Wayne Gardner, tercero a 25 segundos del vencedor.
| 1        | Wayne Rainey         | Marlboro Team Roberts  | Yamaha | 51:01.408  | 20 |
| 2        | Mick Doohan          | Rothmans Honda Team    | Honda  | +7.647     | 17 |
| 3        | Wayne Gardner        | Rothmans Honda Team    | Honda  | +25.917    | 15 |
| 4        | Kevin Schwantz       | Lucky Strike Suzuki    | Suzuki | +33.315    | 13 |
| 5        | John Kocinski        | Marlboro Team Roberts  | Yamaha | +40.316    | 11 |
| 6        | Juan Garriga         | Ducados Yamaha         | Yamaha | +43.032    | 10 |
| 7        | Jean-Philippe Ruggia | Sonauto Yamaha Mobil 1 | Yamaha | +48.202    | 9  |
| 8        | Adrien Morillas      | Sonauto Yamaha Mobil 1 | Yamaha | +1:12.257  | 8  |
| 9        | Doug Chandler        | Roberts B Team         | Yamaha | +1:17.265  | 7  |
| 10       | Didier de Radiguès   | Lucky Strike Suzuki    | Suzuki | +1:17.750  | 6  |
| 11       | Sito Pons            | Campsa Honda Team      | Honda  | +1:18.120  | 5  |
| 12       | Eddie Laycock        | Millar Racing          | Yamaha | +1 Vuelta  | 4  |
| 13       | Cees Doorakkers      | HEK-Baumachines        | Honda  | +2 Vueltas | 3  |
| 14       | Michael Rudroff      | Rallye Sport           | Honda  | +2 Vueltas | 2  |
| 15       | Nicholas Schmassman  | Schmassman Technotron  | Honda  | +2 Vueltas | 1  |
| 16       | Hans Becker          | Team Romero Racing     | Yamaha | +2 Vueltas |    |
| 17       | Josef Doppler        | Doppler Racing         | Yamaha | +2 Vueltas |    |
| Ret      | Eddie Lawson         | Cagiva Corse           | Cagiva | Ret        |    |
| Ret      | Simon Buckmaster     | Padgett's Racing Team  | Suzuki | Ret        |    |
| Ret      | Marco Papa           | Cagiva Corse           | Cagiva | Ret        |    |
| Ret      | Andreas Leuthe       | Librenti Corse         | Suzuki | Ret        |    |
| Sources: |                      |                        |        |            |    |

## Resultados 250cc
Retorno al triunfo de Luca Cadalora en 250 después de los dos últimos Grandes Premios lejos del podio.
| Pos. | Piloto                    | Moto     | Tiempo    | Pts. |
| ---- | ------------------------- | -------- | --------- | ---- |
| 1    | Luca Cadalora             | Honda    | 44'08.875 | 20   |
| 2    | Helmut Bradl              | Honda    | +4.590    | 17   |
| 3    | Carlos Cardús             | Honda    | +10.740   | 15   |
| 4    | Wilco Zeelenberg          | Honda    | +17.957   | 13   |
| 5    | Loris Reggiani            | Aprilia  | +25.878   | 11   |
| 6    | Masahiro Shimizu          | Honda    | +31.814   | 10   |
| 7    | Doriano Romboni           | Honda    | +40.640   | 9    |
| 8    | Jochen Schmid             | Honda    | +42.065   | 8    |
| 9    | Martin Wimmer             | Suzuki   | +53.297   | 7    |
| 10   | Paolo Casoli              | Yamaha   | +53.500   | 6    |
| 11   | Katsuyoshi Kozono         | Honda    | +57.326   | 5    |
| 12   | Dominique Sarron          | Yamaha   | +1'15.026 | 4    |
| 13   | Andreas Preining          | Aprilia  | +1'15.776 | 3    |
| 14   | Jean Pierre Jeandat       | Honda    | +1'16.247 | 2    |
| 15   | Frédéric Protat           | Aprilia  | +1'41.249 | 1    |
| 16   | Stefano Pennese           | Aprilia  | +1 Vuelta |      |
| 17   | Erkka Korpiaho            | Aprilia  | +1 Vuelta |      |
| 18   | Urs Jücker                | Yamaha   | +1 Vuelta |      |
| 19   | Harald Eckl               | Aprilia  | +1 Vuelta |      |
| 20   | Patrick van den Goorbergh | Yamaha   | +1 Vuelta |      |
| 21   | Ian Newton                | Yamaha   | +1 Vuelta |      |
| 22   | Leon van der Heijden      | Honda    | +1 Vuelta |      |
| 23   | Eskil Suter               | Aprilia  | +1 Vuelta |      |
| Ret  | Àlex Crivillé             | JJ Cobas | Ret       |      |
| Ret  | Jean Foray                | Yamaha   | Ret       |      |
| Ret  | Pierfrancesco Chili       | Aprilia  | Ret       |      |
| Ret  | Stefan Prein              | Honda    | Ret       |      |
| Ret  | Bernard Haenggeli         | Aprilia  | Ret       |      |
| Ret  | Fausto Ricci              | Yamaha   | Ret       |      |
| Ret  | Marcellino Lucchi         | Aprilia  | Ret       |      |
| Ret  | Renzo Colleoni            | Aprilia  | Ret       |      |
| Ret  | Massimiliano Biaggi       | Aprilia  | Ret       |      |
| Ret  | Daniel Amatriaín          | Aprilia  | Ret       |      |
| Ret  | Corrado Catalano          | Honda    | Ret       |      |
| DNS  | Alberto Puig              | Yamaha   | DNS       |      |

## Resultados 125cc
En 125, segunda victoria de la temporada para Loris Capirossi y segunda posición para su compañero de equipo Fausto Gresini. En tercer puesto para el alemán Peter Öttl, que conseguía el primer podio de su palmarés.
| Pos. | Piloto               | Moto         | Tiempo    | Pts. |
| ---- | -------------------- | ------------ | --------- | ---- |
| 1    | Loris Capirossi      | Honda        | 41'51.704 | 20   |
| 2    | Fausto Gresini       | Honda        | +5.534    | 17   |
| 3    | Peter Öttl           | Bakker-Rotax | +8.596    | 15   |
| 4    | Jorge Martínez Aspar | Honda        | +9.531    | 13   |
| 5    | Dirk Raudies         | Honda        | +9.938    | 11   |
| 6    | Ralf Waldmann        | Honda        | +10.041   | 10   |
| 7    | Adi Stadler          | JJ Cobas     | +12.588   | 9    |
| 8    | Herri Torrontegui    | JJ Cobas     | +12.588   | 8    |
| 9    | Luis Álvaro          | Derbi        | +26.406   | 7    |
| 10   | Julián Miralles      | JJ Cobas     | +27.239   | 6    |
| 11   | Gimmi Bosio          | Honda        | +29.064   | 5    |
| 12   | Kin'ya Wada          | Honda        | +36.462   | 4    |
| 13   | Bruno Casanova       | Honda        | +37.264   | 3    |
| 14   | Kazuto Sakata        | Honda        | +37.278   | 2    |
| 15   | Alain Bronec         | Honda        | +37.404   | 1    |
| 16   | Hans Spaan           | Honda        | +37.910   |      |
| 17   | Alessandro Gramigni  | Aprilia      | +37.978   |      |
| 18   | Gabriele Debbia      | Aprilia      | +38.205   |      |
| 19   | Peter Galvin         | Honda        | +38.500   |      |
| 20   | Heinz Lüthi          | Honda        | +42.283   |      |
| 21   | Oliver Petrucciani   | Aprilia      | +53.544   |      |
| 22   | Johnny Wickström     | JJ Cobas     | +1'02.878 |      |
| 23   | Maurizio Vitali      | Gazzaniga    | +1'03.293 |      |
| 24   | Manuel Hernández     | Honda        | +1'04.360 |      |
| 25   | Jaime Mariano        | JJ Cobas     | +1'04.513 |      |
| 26   | Arie Molenaar        | Honda        | +1'11.580 |      |
| 27   | Stefan Kurfiss       | Honda        | +1'23.120 |      |
| 28   | Hisashi Unemoto      | Honda        | +1'24.353 |      |
| Ret  | Noboru Ueda          | Honda        | Ret       |      |
| Ret  | Ian McConnachie      | Honda        | Ret       |      |
| Ret  | Thierry Feuz         | Honda        | Ret       |      |
| Ret  | Steve Patrickson     | Honda        | Ret       |      |
| Ret  | Stefan Brägger       | Honda        | Ret       |      |
| Ret  | Nobuyuki Wakai       | Honda        | Ret       |      |
| Ret  | Robin Appleyard      | Honda        | Ret       |      |
| Ret  | Ezio Gianola         | Derbi        | Ret       |      |
| DNQ  | René Dünki           | Honda        | DNQ       |      |
| DNQ  | Serafino Foti        | Honda        | DNQ       |      |
| DNQ  | Taru Rinne           | Honda        | DNQ       |      |